# Cedrela vonná

Listy mladé dřeviny

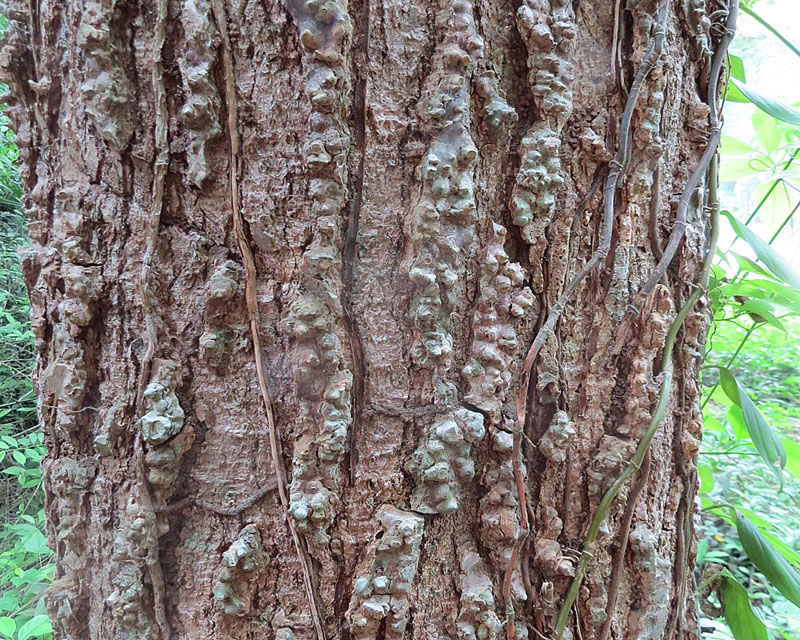
Kůra kmene

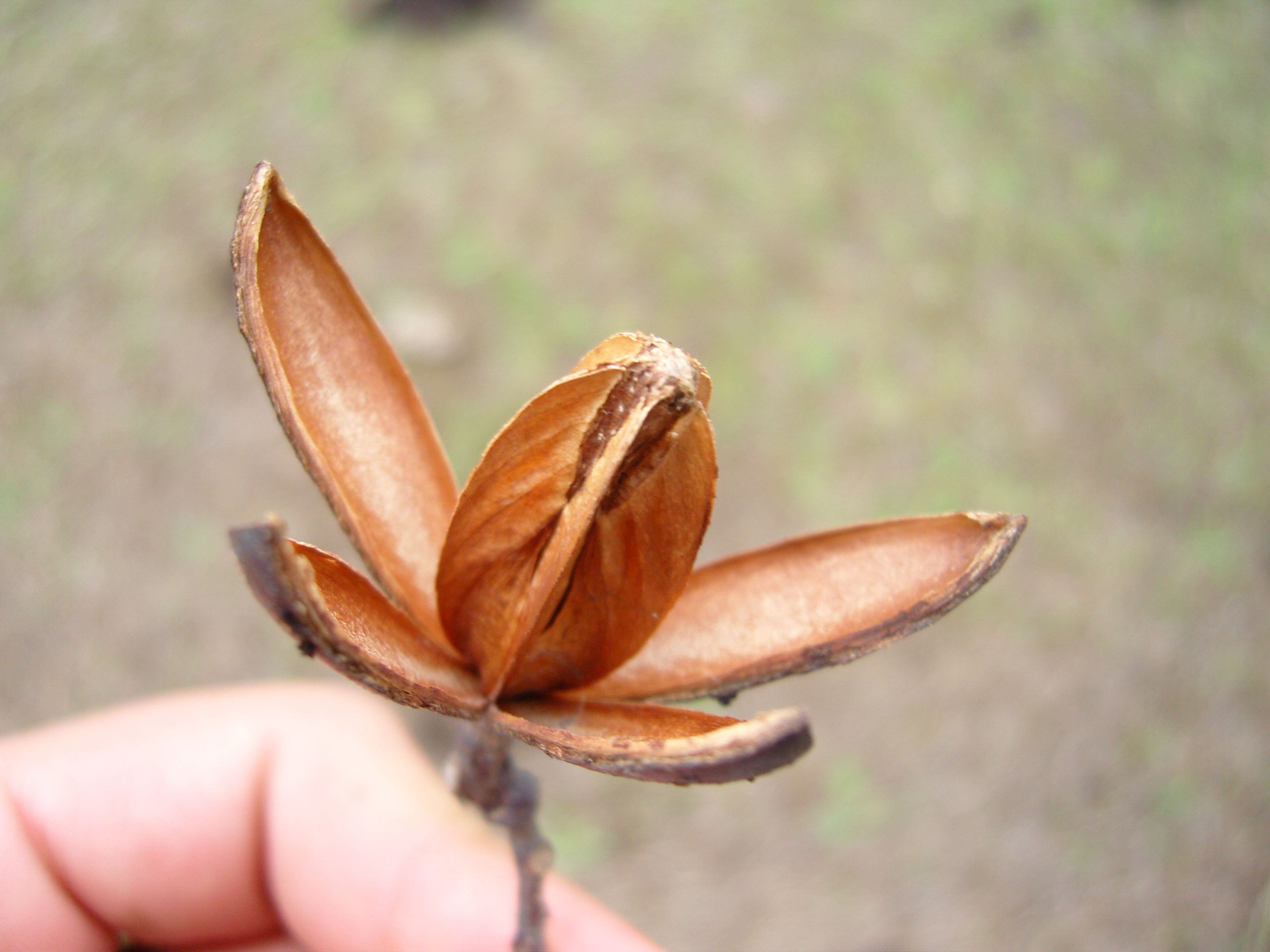
Otevřená tobolka

Cedrela vonná (Cedrela odorata) je statný, poloopadavý strom z tropických oblastí bohatých na dešťové srážky. Je původní druh ve Střední a Jižní Americe, kde je ceněný pro své načervenalé, hmyzu i hnilobě odolné dřevo. Bývá v lese dobře rozpoznatelný podle vůně, listy intenzívně voní po česneku nebo cibuli, kdežto květy mají silnou sladkou vůni.

## Rozšíření
Původní areál cedrely vonné je v tropické Americe, rozprostírá se od jižního Mexika přes celou Střední Ameriku a některé ostrovy Karibiku až do Jižní Ameriky po Paraguay a severní oblasti Argentiny. Vyskytuje se nejčastěji v opadavých lesích na územích s výrazným střídáním období sucha a období dešťů. Oblast výskytu je zhruba ohraničena 26° z obou stran rovníku.
Druhotně byla lidmi rozšířena z Ameriky do vlhkých tropů Asie (Bangladéš, Čína, Indonésie), Afriky (Gambie, Guinea, Kamerun, Keňa, Jihoafrická republika, Madagaskar, Svazijsko, Tanzanie, Uganda), na sever Austrálie i některé tichomořské ostrovy.

## Ekologie
Roste v primárním i sekundárním lese, převážně v nížinách až pahorkatinách pod 500 m nadmořské výšky, méně často vystupuje až do výše 1200 m. Průměrné teploty na tak rozlehlém území se pohybují od 23 po 28 °C, ročně spadne 1200 až 2400 mm srážek a období sucha trvá od dvou do pěti měsíců. Růst cedrely vonné je odvislý od intenzity vlhkosti, nejvíce přirůstá v období dešťů. Na územích se srážkami do 1000 mm stromy rostou pomalu a někdy bývají zakrnělé, na místech s 3500 mm rostou uspokojivě pouze v případech, že je terén dobře odvodněný. V lesích Střední a Jižní Ameriky, na místech s pravidelnými srážkami okolo 2000 mm, bývá na vápencovitých, provzdušněných a dobře odvodněných půdách místně dominantním druhem.
Růst je synchronizován s počasím, nové listy raší a květy rozkvétají na začátku období dešťů, na severu areálu ve Střední Americe a v Karibiku v květnu až srpnu, na jihu v Paraguayi a Argentině v září a říjnu. Plody dozrávají po opylení přibližně za devět až deset měsíců, v následném období sucha. Stromy začínají stabilně plodit ve věku deseti až dvanácti let. U jejich kořenů byla prokázána arbuskulární mykorhiza, symbiotická vazba s půdními houbami. Počet chromozomů tohoto druhu je 2n = 50 nebo 56.

## Popis
Listnatý strom rostoucí ve vlhkých tropických a subtropických lesích, jenž bývá vysoký 30 až 40 m a má zaoblenou korunu. Kmen má kůru červenohnědou až šedou, v mládí hladkou a v pozdějším věku hluboce vrásčitou. V lese bývá až do výšky 20 m bez větví, někdy mívá kořenové náběhy až 2 m vysoké. Větve s lenticelami jsou střídavě porostlé řapíkatými, 15 až 50 cm dlouhými, sudozpeřenými listy, které mají po pěti až čtrnácti párech vstřícně vyrůstajících lístků s řapíčky 2 cm dlouhými. Lístky jsou tuhé, oboustranně lysé, 8 až 15 cm dlouhé a 3 až 6 cm široké, slabě šikmé, podlouhle vejčité až vejčitě kopinaté, na bázi úzké, asymetricky zaoblené, na vrcholku zašpičatělé, po obvodě celokrajné, střední žilka je do lístku zapuštěna a pérovitě uspořádaných sekundárních žilek bývá deset až dvanáct. Palisty nejsou u tohoto druhu vyvinuté.
Květy jsou malé, jen 6 až 9 mm velké, sladce voňavé a žlutavě zelenavé. Jsou jednopohlavné a vyrůstají ve společných, krátce stopkatých, svěšených, koncových, hodně rozvětvených latách až 50 cm dlouhých. Samčí i samičí květy jsou pětičetné a vzhledově jsou si velmi podobné. Kalich je nálevkovitý a má drobné, srostlé lístky po obvodě brvité a špičatě zoubkované. Koruna má lístky volné, střechovitě uspořádané, vejčitě podlouhlé, krémově bílé nebo zelenavé, na konci zahrocené a obvykle 6 až 9 mm dlouhé. Samčí květy mají pět tyčinek s kuželovitými nitkami nesoucí prašníky s pylem a rudimentální semeník. Samičí květy mají svrchní, kulovitý, pětidílný semeník, jenž má po dvanácti vajíčkách v oddíle, lysou čnělku 2 mm dlouhou s diskovitou bliznou a drobné patyčinky. V květenství nejdříve dospívají květy samičí, samčí až následně. Květy jsou dobrým zdrojem nektaru, ve dne je opylují převážně včely medonosné a v noci rozličné můry.
Z opylených květů se vyvinou hnědé, svěšené, dřevnaté plody, které jsou podlouhlé až eliptické, pukající tobolky 2,5 až 4,5 cm dlouhé. Dozrají v období sucha a jejich pět chlopní se odlomí od vnitřních přepážek a uvolní četná semena. V tobolce bývá semen až padesát, jsou plochá, kaštanově hnědá, 2 až 3 cm dlouhá, lehká a mají na vrcholu blanité křídlo, které napomáhá větru odvát je až na vzdálenost několika kilometrů. Tobolka zůstává po vypuštění semen ještě po nějakou dobu na stromě. Semena uložená v suchu a při nízké teplotě si podržují klíčivost déle než rok. Jeden kilogram obsahuje 20 000 až 50 000 semen.

## Rozmnožování
Cedrela vonná se množí semeny, která klíčí krátce po nástupu dešťů. Semena nemají žádnou dormanci, epigeálně vyklíčí téměř v 90 % do dvou až čtyř týdnů od vysetí do vlhké půdy. Přirozeně vzešlých semenáčů okolo plodících stromů bývá velké množství, ale mnoho jich během prvého až třetího roku uhyne. Předpokládá se, že tato velká úmrtnost je způsobena zastíněním, konkurencí nebo problémy s kořeny, semenáče je mají extrémně mělké a na pošlapání či jiné poškození jsou velmi citlivé. Tříměsíční sazenice jsou za příhodných podmínek vysoké 40 až 50 cm a rok staré již 130 až 150 cm. Stromy od dvanácti let kvetou každoročně, ale větší množství semen dávají co dva až tři roky.

## Význam
Za příznivých podmínek jsou starší stromy vysoké 30 až 40 m a kmeny mají tloušťku 1,2 až 1,8 m. Čerstvě nařezané jádrové dřevo je narůžovělé až červenohnědé, na vzduchu se časem stává červeným nebo tmavě červenohnědým, občas mívá i nafialovělý nádech. Někdy jsou ve dřevu náhodně přítomné buňky s přírodním olejem, který může později vytékat na povrch a kazit vzhled. Stromy pěstované na sušších místech mají dřevo tmavší a je řemeslníky preferováno. Dřevo vytváří výrazný kruhový vzor na řezaných plochách nebo na dýze, má střední až vysoký lesk. Cedrela vonná je nazývána „španělským cedrem“, protože při opracování vydává její dřevo obdobnou vůní jako cedr. Řezivo sušené na vzduchu obsahuje těkavé látky, které se z hotových výrobků ještě dlouho vypařují.
Jádrové dřevo je odolné vůči napadení houbami a díky aromatům odolává termitům lépe než mahagon, bělové dřevo je odolné ale jen málo. Dřevo je měkké a pro hladký povrch se musí opracovávat ostrými nástroji, případně přebrušovat, je také málo pevné a měrnou hmotnost má 0,6 t/m³. Snadno se lepí a ohýbá, dobře drží hřebíky, je oblíbeno při výrobě překližky, jeho dýha se loupe za studena. Ze dřeva se vyrábějí soustružené i truhlářské výrobky, díky vůní odpuzuje hmyz a je obzvláště vhodné pro výrobu truhel na oděvy, šatníků a různých skříní. Zhotovují se z něj i hudební nástroje (kytary), lodě, dekorativní výrobky i obaly na doutníky.
Část dnes produkovaného dřeva pochází z plantáží, hlavně z Afriky a Asie, kde je toto žádané dřevo ve velkém pěstováno. Mladší, rychle rostoucí stromy však poskytují dřevo měkkčí, s nižší hustotou (jen okolo 0,3 t/m³) než dřevo z pomalu rostoucích stromů v přirozených lesích. Stromy se také vysazují jako okrasné podél silnic a na kakaových a kávových plantážích sloužívají jako stínicí stromy chránící kávovníky i kakaovníky před slunečním úpalem, používají se také jako větrolamy.

## Ohrožení
Cedrela odorata je vyhledávaná pro své kvalitní dřevo a ve své původní distribuční oblasti se v mnoha regionech stala vzácnou, snadno dostupné stromy požadované velikosti a kvality jsou již převážně vytěžené. Toto latinskoamerické dřevo je považováno za velmi cenné a cedrela vonná je podle IUCN hodnocená jako zranitelný druh (VU), přestože se hodně jedinců pěstuje mimo Ameriku. Za posledních sto let (přibližně za tři generace) se jeho původní rozsah v Americe snížil téměř o 30 % a odhaduje se, že za dalších stovku let klesne o 40 %. Hlavní hrozbou je pro něj stále stoupající těžba vyvolána zvyšující se poptávkou.
Tento druh je také uveden v příloze č. III. CITES, kde se Bolívie, Brazílie, Guatemala, Kolumbie a Peru dobrovolně zavázaly, že budou kontrolovat vývoz tohoto dřeva. Ostatní středoamerické a jihoamerické země k výzvě nepřistoupily a obchodníci jej mohou volně těžit a vyvážet jako doposud.